# Valentina Marcucci
Valentina Marcucci (Remedios de Escalada, 21 de febrero de 1998) es una jugadora argentina de hockey sobre césped.

## Carrera deportiva
Marcucci se inició deportivamente en Lomas Athletic Club. En 2021 debutó en la Selección nacional. En los Juegos Olímpicos de París 2024 obtuvo la medalla de bronce, tras derrotar a Bélgica en el partido por el tercer puesto.